# Війна Червоної Хмари

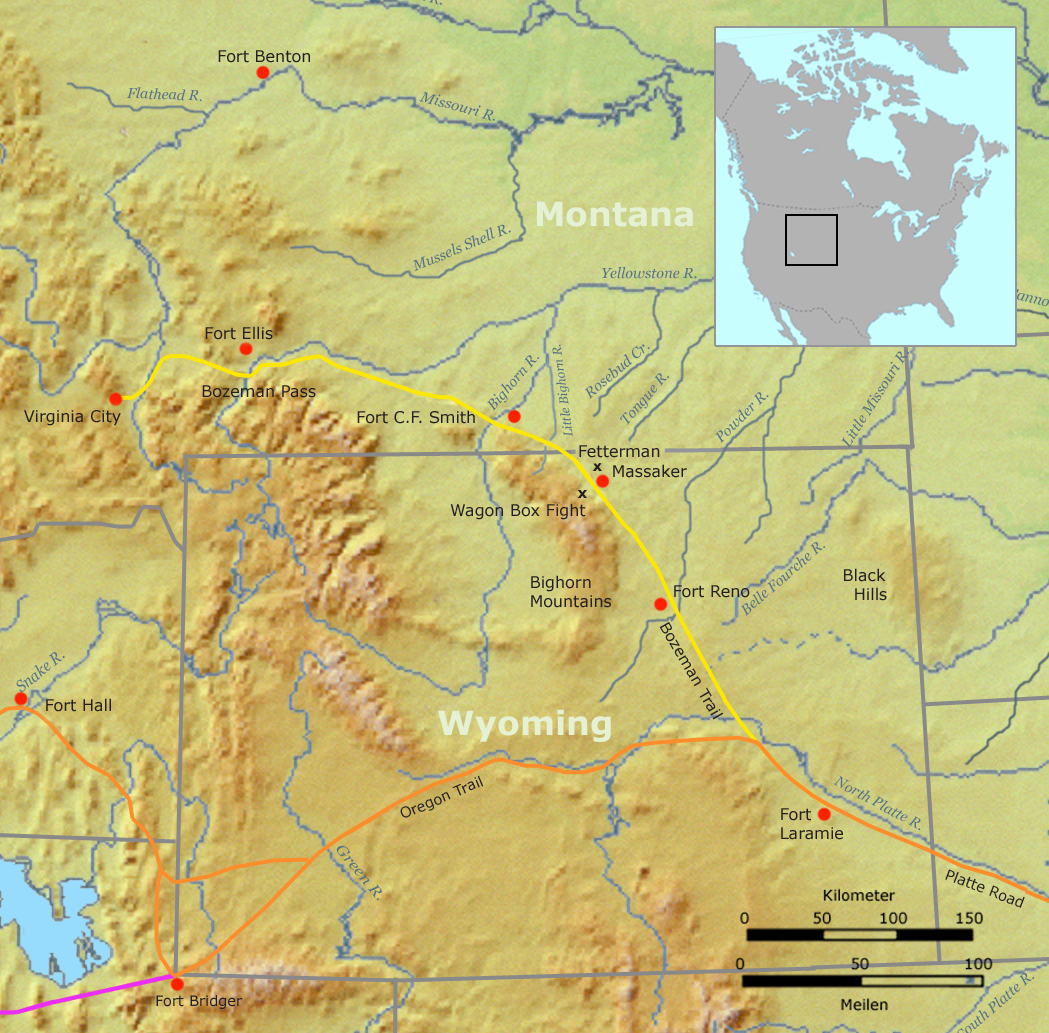
Бозменський шлях

Війна Червоної Хмари (англ. Red Cloud's War) — збройний конфлікт між США та племенами лакота, шеєнів і арапахо, який відбувся на території сучасних штатів Вайомінг і Монтана у 1866—1868 рр.

## Передумови
На початку 1860-х років дослідник і золотошукач Джон Бозмен і Джон Джейкобс знайшли новий шлях на золоті копальні Монтани, який проходив через індіанські землі, і ним рушили каравани переселенців і золотошукачів. 1863 року по землях лакота, шайєннів і арапахо проклали нову дорогу, яка отримала назву Бозменський шлях. Вона з'єднала шахтарські міста Західної Монтани з Орегонським шляхом.

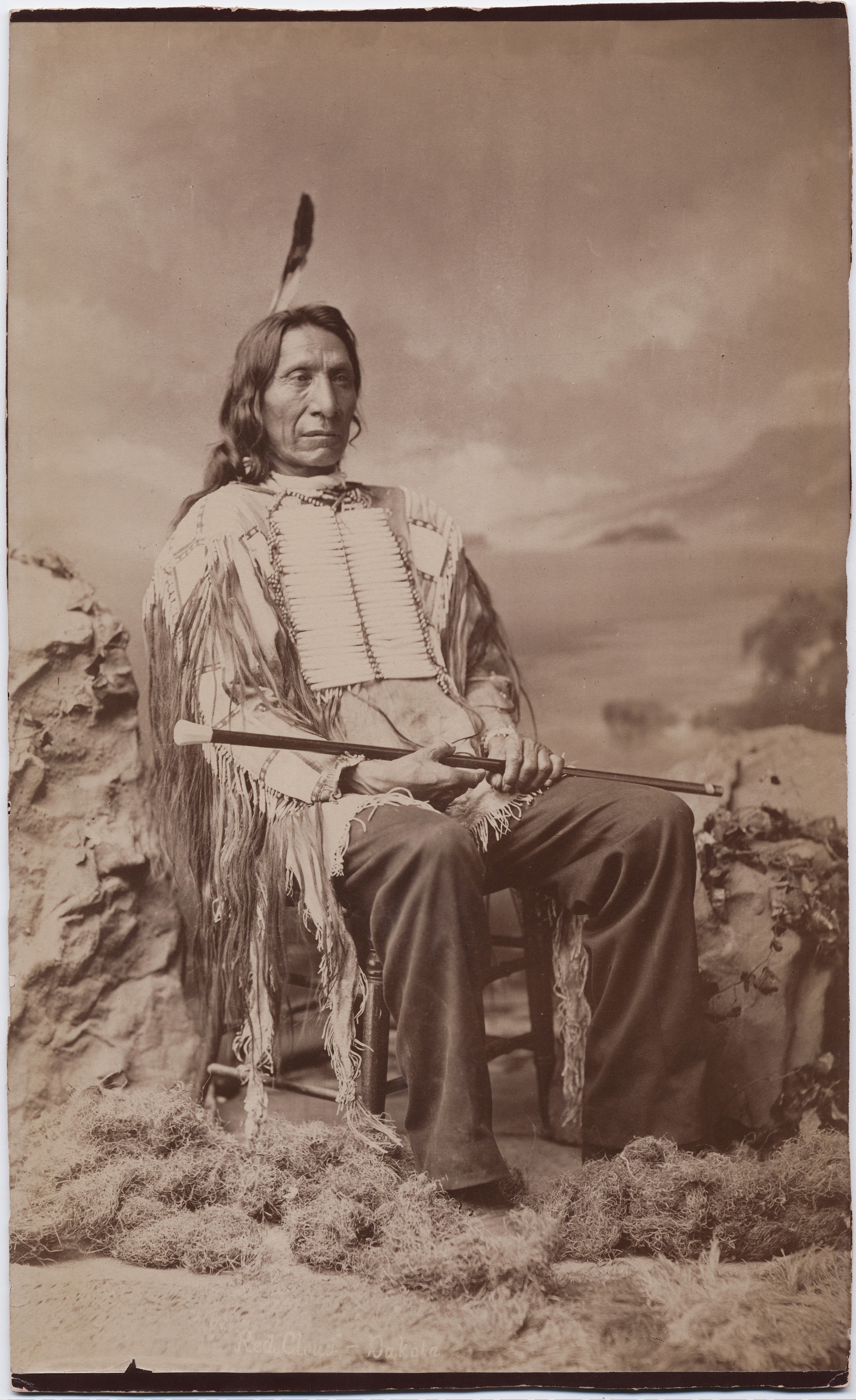
Вождь оглала Червона Хмара, 1880 рік, фотограф Джон Хіллерс

В 1865 році для проведення інженерної розвідки місцевості вздовж Бозменського шляху уряд США спеціально надіслав загін. Вождь оглала Червона Хмара під загрозою застосування сили не дав провести цю розвідку. Американці проігнорували це попередження і влітку цього ж року для забезпечення будівництва дороги вздовж річки Паудер направили у Вайомінг армію. Каральну експедицію очолив генерал-майор Патрік Едвард Коннор. Ця експедиція закінчилася повним провалом — її єдиним успіхом було захоплення табору північних арапахо.
Навесні 1866 року для залагодження конфлікту влада США направила до індіанців спеціальну мирну комісію. Проте, поки велися переговори, батальйон піхотинців США розпочав патрулювати Бозменський шлях. Вождь оглала Червона Хмара звинуватив представників комісії у брехні і залишив раду, більшість воїнів взяли з нього приклад.

## Війна

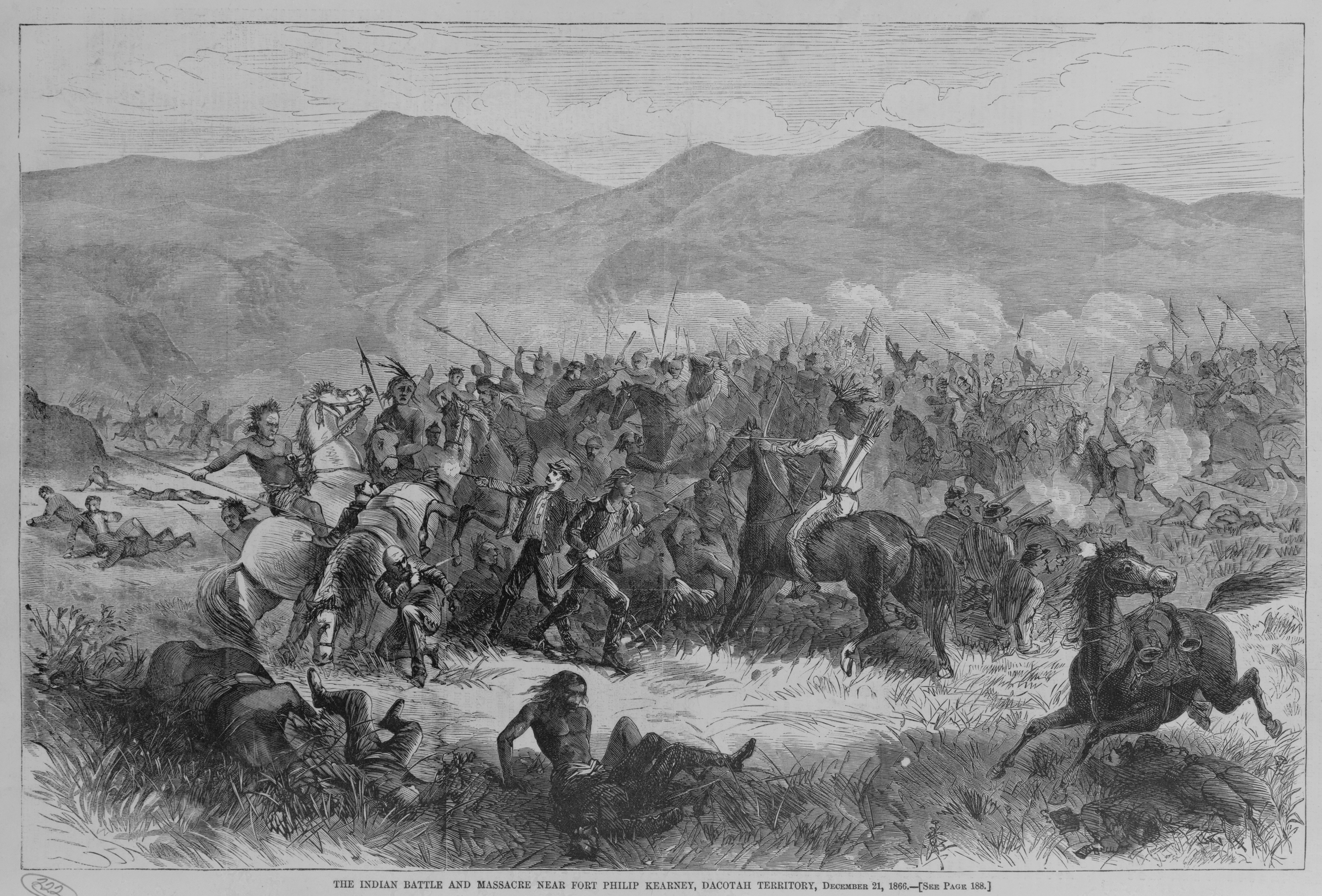
Битва 21 грудня 1866 року

Невеликі сутички між індіанцями і солдатами переросли у війну. У грудні 1866 року в районі форту Філ-Кірні індіанці лакота, шеєнни і арапахо перебили загін Вільяма Феттермана — з 81 людини жодному не вдалося врятуватися. Різанина Феттермана потрясла США — вперше був повністю знищений такий великий загін солдатів.
Навесні і влітку 1867 року Червона Хмара вів кампанію з метою змусити американців піти з району річки Паудер. На каравани фургонів, що слідували по Бозменському шляху, робилися постійні напади. Форти, розташовані в цьому районі, часто виявлялися в настільки тісній блокаді, що військові змушені були битися, щоб забезпечити себе питною водою і паливом.
1 серпня 1867 року неподалік від форту Сміт індіанці вбили 6 солдатів, втративши при цьому 8 воїнів. Наступного дня відбулася битва, знана як «Битва Вегон-Бокс». Великий загін оглала, міннеконжу і ітазіпчо атакував табір лісорубів, яких супроводжували 51 піхотинець. Було вбито 7 білих людей і кілька поранено.

## Наслідки
Ці та інші збройні зіткнення в районі річки Паудер призвели до того, що уряд США змушений був укласти мир з ворожими індіанцями на їхніх власних умовах. Продовжувати довгу і дорогу війну американська влада не захотіла і в березні 1868 року генерал Улісс Грант наказав вивести війська з фортів, розташованих на індіанських територіях в районі річки Паудер. Восени того ж року між індіанцями і урядом США був укладений мирний договір, відповідно до якого район річки Паудер залишався мисливськими угіддями лакота, шеєннів і арапахо, доки існують стада бізонів. На схід цих земель влада США утворила величезну резервацію, яка отримала назву Велика резервація сіу. Крім того, уряд взяв на себе зобов'язання протягом 30 років видавати індіанцям продовольство і товари.